# Larry Harmon
Pour les articles homonymes, voir Harmon.
Larry Harmon est un acteur, producteur, scénariste et réalisateur américain né le 2 janvier 1925 à Toledo, Ohio (États-Unis) et mort le 3 juillet 2008 à Los Angeles. Il a interprété Bozo le clown,.

## Filmographie

### comme acteur
- 1951 : Too Young to Kiss : Photographer / Conductor
- 1966 : A Laurel and Hardy Cartoon (série TV) : Stan Laurel (voix)
- 1972 : The New Scooby-Doo Movies (série TV) : (1972)
- 1999 : The All New Adventures of Laurel & Hardy in 'For Love or Mummy' : Doomworld owner

### comme producteur
- 1966 : Bozo's Big Top (série TV)
- 1974 : It's Good to Be Alive (TV)
- 1999 : The All New Adventures of Laurel & Hardy in 'For Love or Mummy'

### comme scénariste
- 1999 : The All New Adventures of Laurel & Hardy in 'For Love or Mummy'